# پاورز لیک (ویسکانسین)
پاورز لیک (به انگلیسی: Powers Lake) یک منطقهٔ مسکونی در ایالات متحده آمریکا است که در Wheatland واقع شده‌است. پاورز لیک ۱٬۶۱۵ نفر جمعیت دارد و ۲۶۵ متر بالاتر از سطح دریا واقع شده‌است.